# Sajjad Anoushiravani
Sajjad Anoushiravani Hamlabad (in persiano سجاد انوشیروانی حمل‌آباد‎; Ardabil, 12 maggio 1984) è un sollevatore iraniano, vincitore della medaglia d'argento a Londra 2012 nella categoria oltre i 105 kg.

## Palmarès
- Giochi olimpici

2012 - Londra: argento nella categoria oltre i 105 kg.
- Mondiali

2011 - Parigi: argento nella categoria oltre i 105 kg.
- Giochi asiatici

2010 - Canton: bronzo nella categoria oltre i 105 kg.
- Campionati asiatici di sollevamento pesi

2012 - Pyeongtaek: bronzo nella categoria oltre i 105 kg.